# 安房小湊駅
安房小湊駅（あわこみなとえき）は、千葉県鴨川市内浦にある、東日本旅客鉄道（JR東日本）外房線の駅である。

## 概要
旧安房郡小湊町の中心に位置し、日蓮宗の大本山・小湊山誕生寺の最寄り駅でもあることから観光需要もあり、特急「わかしお」以下の全列車が停車する。
なお、小湊鉄道の社名は当地に由来し、小湊鉄道線が当駅付近まで延びる計画であったが、昭和初期の金融恐慌で工事が中断し実現せず、1936年（昭和11年）10月28日に免許が取り消された。

## 歴史
- 1928年（昭和3年）12月8日：小湊鉄道小湊停車場の工事に着手（後に工事は中断）[3]。
- 1929年（昭和4年）4月15日：鉄道省の駅が開設[1]。
- 1962年（昭和37年）10月1日：貨物取扱廃止[5]。
- 1972年（昭和47年）3月1日：荷物扱い廃止[5]。
- 1987年（昭和62年）4月1日：国鉄分割民営化に伴い、東日本旅客鉄道（JR東日本）の駅となる[1]。
- 1994年（平成6年）9月1日：終日社員配置駅から夜間不在駅となる[6]。
- 時期不明：業務委託駅化。
- 2009年（平成21年）
  - 1月9日：改装完了[2]。
  - 3月14日：ICカード「Suica」の利用が可能となる[7]。東京近郊区間に組み込まれる[7]。
- 2017年（平成29年）12月12日：この日をもってみどりの窓口の営業を終了[8]。

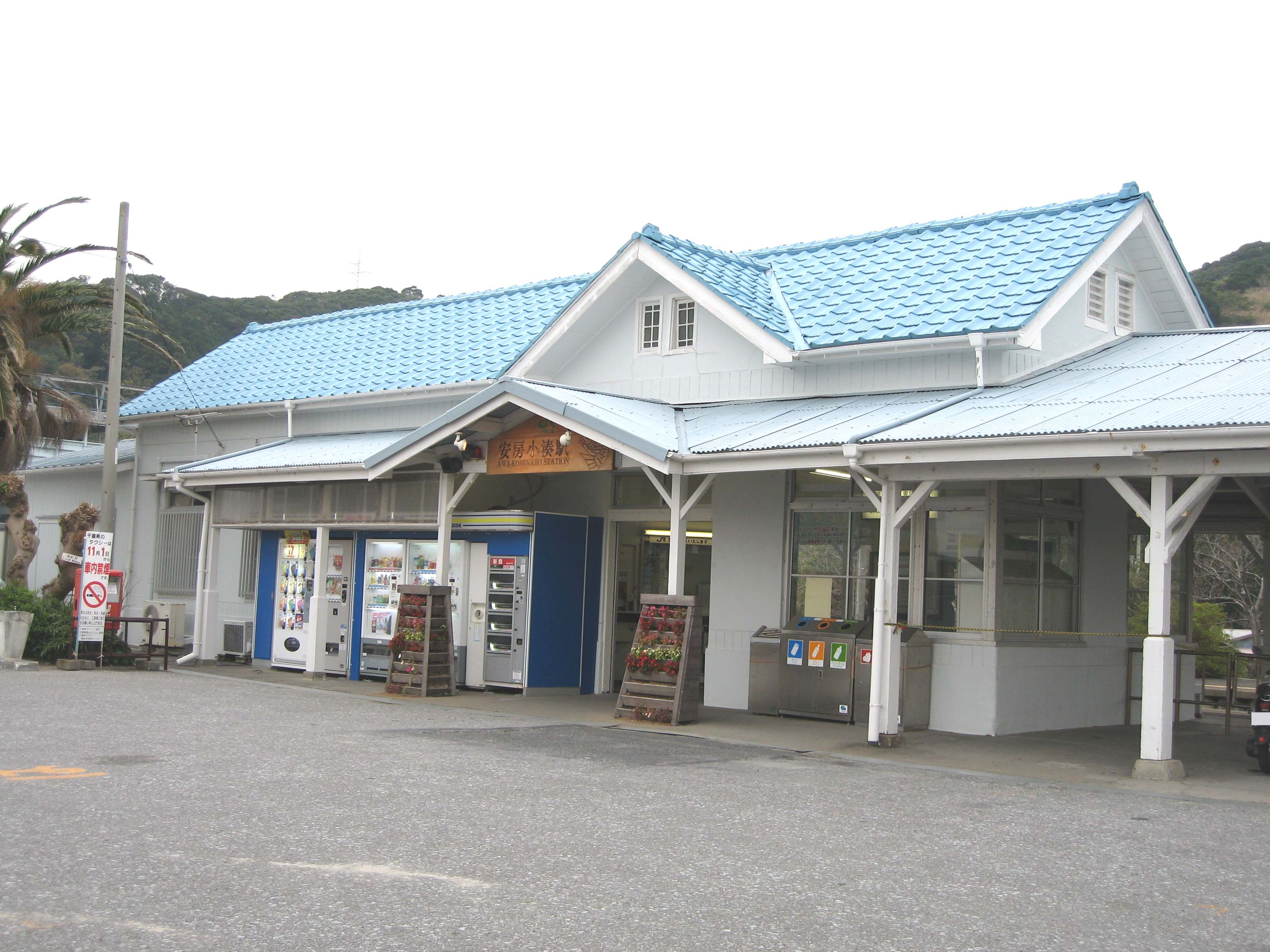
改装前の駅舎（2007年11月）

## 駅構造
単式ホーム1面1線と島式ホーム1面2線の計2面3線を有する地上駅。茂原統括センター（安房鴨川駅）管理の業務委託駅で、みどりの窓口は2017年12月12日限りで閉鎖された。簡易Suica改札機設置駅。木造駅舎を有する。
2010年（平成22年）2月10日より外房線PRC型自動放送が導入された。

### のりば
| 番線 | 路線    | 方向 | 行先                 | 備考         |
| ---- | ------- | ---- | -------------------- | ------------ |
| 1    | ■外房線 | 下り | 安房鴨川方面         |              |
| 2    | ■外房線 | 上り | 勝浦・千葉・東京方面 |              |
| 3    | ■外房線 | 上り | 勝浦・千葉・東京方面 | 一部列車のみ |
| 3    | ■外房線 | 下り | 安房鴨川方面         | 当駅始発のみ |

（出典：JR東日本:駅構内図）
- 1・2番線は11両編成まで、3番線は10両編成までに対応する。

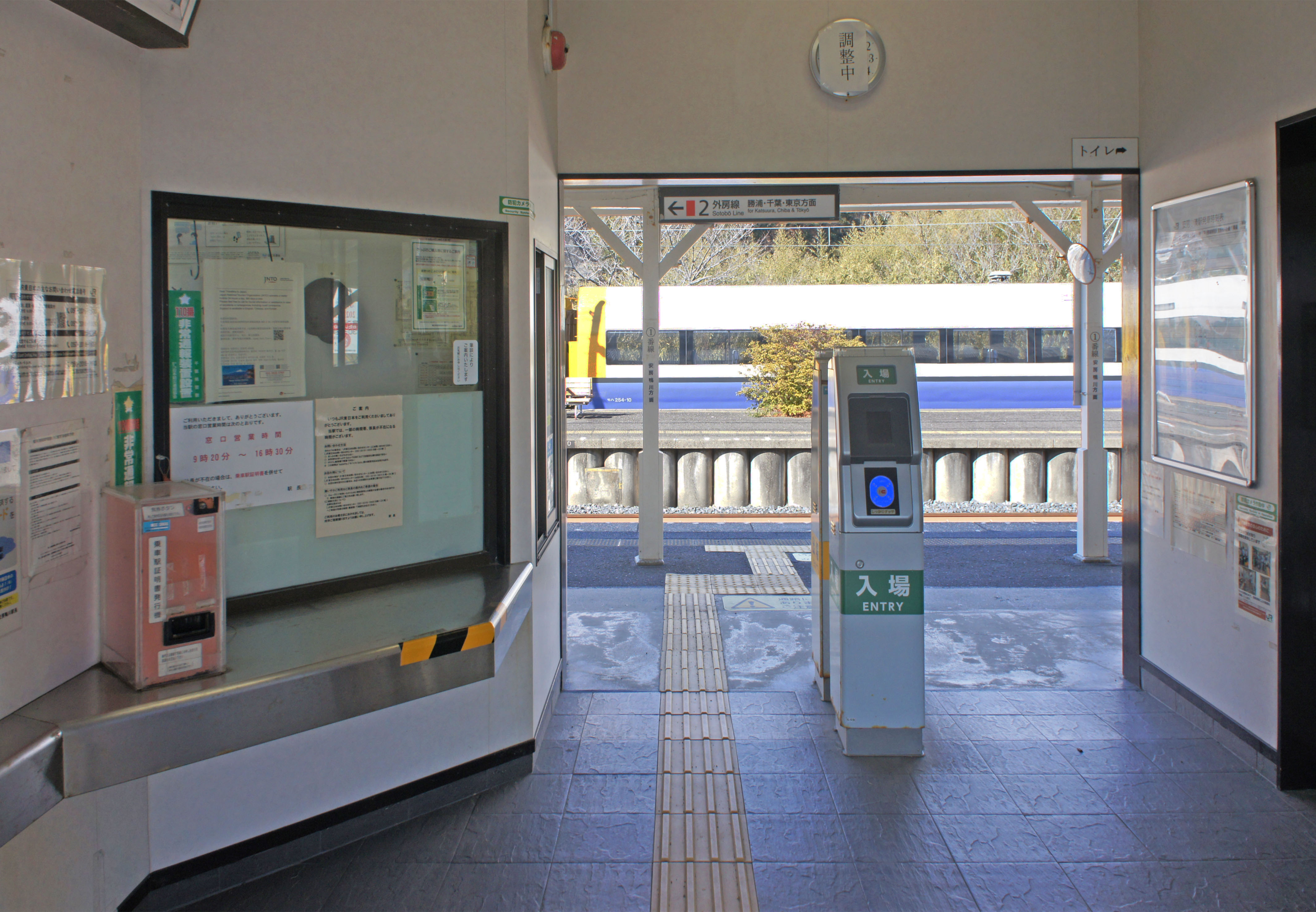
改札口（2022年2月）
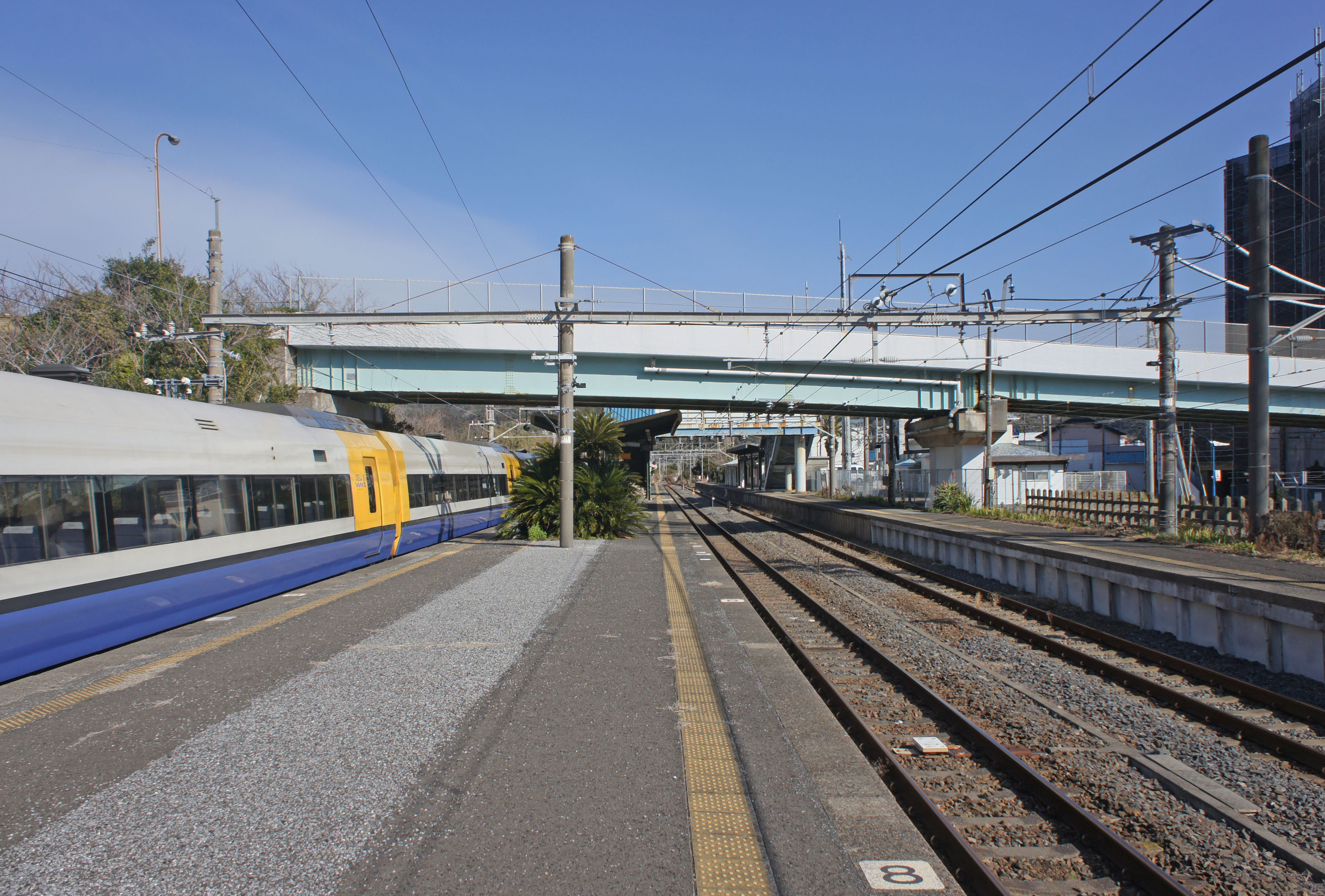
駅ホーム（2022年2月）

## 利用状況
2023年度（令和5年度）の1日平均乗車人員は133人である。
JR東日本および千葉県統計年鑑によると、1990年度（平成2年度）以降の1日平均乗車人員の推移は以下の通り。
| 年度               | 1日平均 乗車人員 | 出典     |
| ------------------ | ---------------- | -------- |
| 1990年（平成02年） | 531              | [ * 1 ]  |
| 1991年（平成03年） | 544              | [ * 2 ]  |
| 1992年（平成04年） | 513              | [ * 3 ]  |
| 1993年（平成05年） | 507              | [ * 4 ]  |
| 1994年（平成06年） | 465              | [ * 5 ]  |
| 1995年（平成07年） | 451              | [ * 6 ]  |
| 1996年（平成08年） | 408              | [ * 7 ]  |
| 1997年（平成09年） | 395              | [ * 8 ]  |
| 1998年（平成10年） | 374              | [ * 9 ]  |
| 1999年（平成11年） | 351              | [ * 10 ] |
| 2000年（平成12年） | 330              | [ * 11 ] |
| 2001年（平成13年） | 314              | [ * 12 ] |
| 2002年（平成14年） | 310              | [ * 13 ] |
| 2003年（平成15年） | 305              | [ * 14 ] |
| 2004年（平成16年） | 307              | [ * 15 ] |
| 2005年（平成17年） | 301              | [ * 16 ] |
| 2006年（平成18年） | 285              | [ * 17 ] |
| 2007年（平成19年） | 271              | [ * 18 ] |
| 2008年（平成20年） | 252              | [ * 19 ] |
| 2009年（平成21年） | 242              | [ * 20 ] |
| 2010年（平成22年） | 216              | [ * 21 ] |
| 2011年（平成23年） | 175              | [ * 22 ] |
| 2012年（平成24年） | 185              | [ * 23 ] |
| 2013年（平成25年） | 198              | [ * 24 ] |
| 2014年（平成26年） | 198              | [ * 25 ] |
| 2015年（平成27年） | 210              | [ * 26 ] |
| 2016年（平成28年） | 203              | [ * 27 ] |
| 2017年（平成29年） | 194              | [ * 28 ] |
| 2018年（平成30年） | 192              | [ * 29 ] |
| 2019年（令和元年） | 172              | [ * 30 ] |
| 2020年（令和02年） | 110              |          |
| 2021年（令和03年） | 110              |          |
| 2022年（令和04年） | 130              |          |
| 2023年（令和05年） | 133              |          |

## 駅周辺

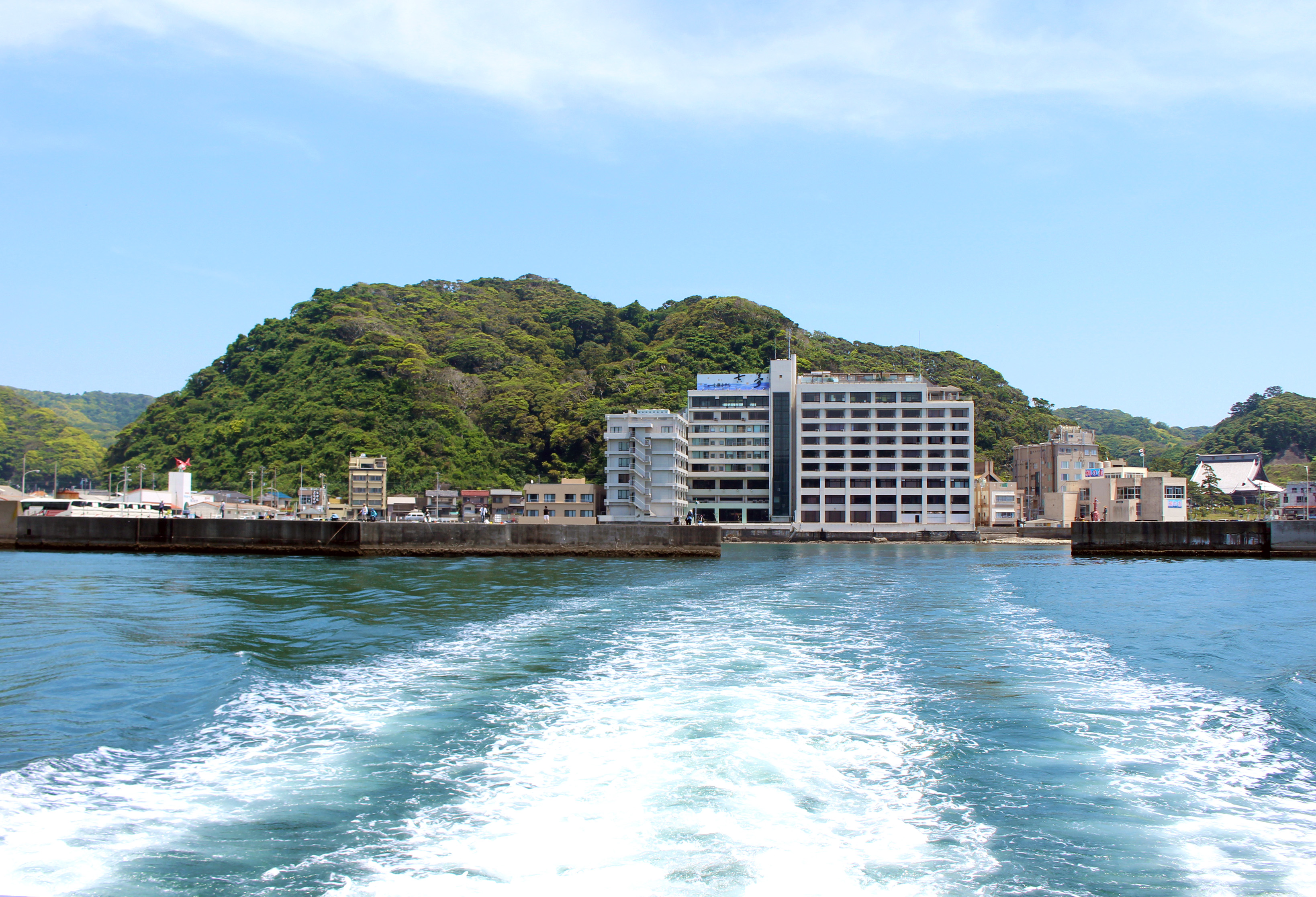
小湊漁港・鯛の浦遊覧船乗り場

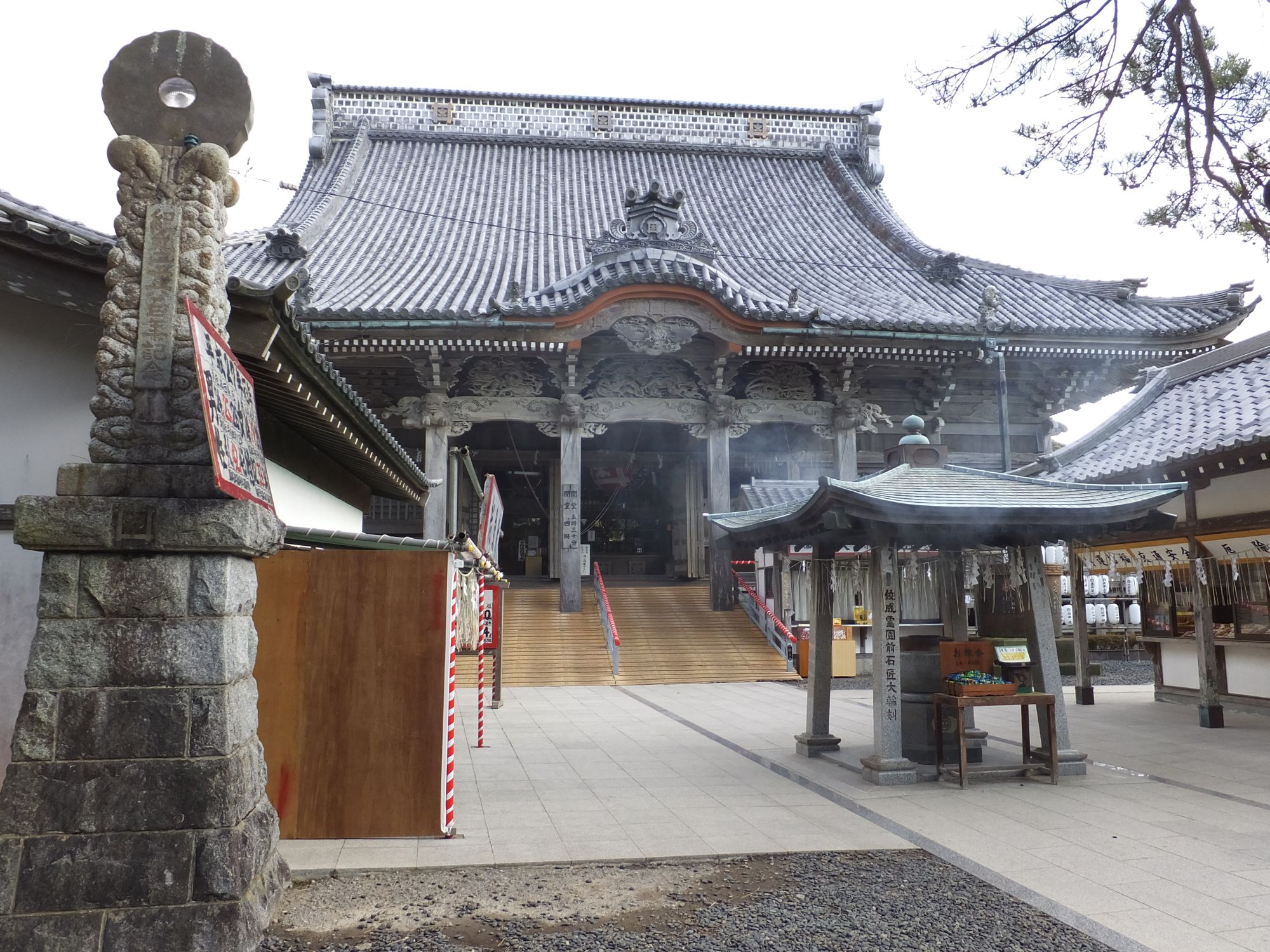
小湊山 誕生寺

周辺は鯛の浦や誕生寺、鴨川温泉郷（小湊温泉）など観光名所が集約しているため、お土産屋や宿泊施設が点在する。
- 国道128号
- 千葉県道285号内浦山公園線
- 鴨川市役所小湊出張所
- 鴨川市観光協会
- 安房郡市消防本部鴨川消防署天津小湊分遣所
- 千葉大学海洋バイオシステム研究センター水族館（こみなと水族館）
- 鴨川市立小湊小学校
- 鴨川市立小湊幼稚園
- 鴨川市立ひかり保育園
- 鴨川市コミュニティセンター小湊
- 小湊郵便局
- 内浦海水浴場
- 小湊漁港
- 特別天然記念物鯛の浦タイ生息地（鯛の浦）
- 小湊山誕生寺（日蓮宗大本山）[2]
- 活き活き小湊ウオポート（東安房漁協小湊支所の直売所）
- 亀屋本店工場
- 鎌田製菓工場
- 館山信用金庫天津小湊支店
- 三日月シーパークホテル安房鴨川

## バス路線
小湊駅
- 日東交通
  - 市内線：誕生寺入口行 / 仁右衛門島入口行

小湊駅前
- 鴨川市コミュニティバス
  - 北ルート：内浦山県民の森行 / 鯛の浦行 / 金山ダム行

安房小湊
- 小湊鉄道・日東交通・京成バス
  - 高速バス：バスターミナル東京八重洲行

## 隣の駅
※特急「わかしお」の隣の停車駅は列車記事を参照のこと。
東日本旅客鉄道（JR東日本）
■外房線
行川アイランド駅 - 安房小湊駅 - 安房天津駅

### 記事本文
1. 1 2 3  曽根悟（監修） 著、朝日新聞出版分冊百科編集部 編『週刊 歴史でめぐる鉄道全路線 国鉄・JR』 31号 内房線・外房線・久留里線、朝日新聞出版〈週刊朝日百科〉、2010年2月21日、22-23頁。
2. 1 2 3  “鴨川 鯛のまちに和風駅舎 JR安房小湊駅 改装で外観と機能をアップ”. 房日新聞. (2009年1月9日).  オリジナルの2020年10月26日時点におけるアーカイブ。 2020年10月26日閲覧。
3. 1 2  “第37回 幻の小湊鉄道小湊駅―大正時代から続く鹿島とのつながり―”. 鹿島の軌跡〜歴史の中から見えてくるものがある〜.  鹿島. 2021年4月11日時点のオリジナルよりアーカイブ。2021年7月19日閲覧。
4. ↑  “第2回鉄道茶論講演資料 小湊鉄道の知られざる歴史” (PDF) (2010年2月6日). 2021年3月23日時点のオリジナルよりアーカイブ。2021年3月23日閲覧。
5. 1 2  石野哲（編）『停車場変遷大事典 国鉄・JR編 Ⅱ』JTB、1998年、616頁。ISBN 978-4-533-02980-6。
6. ↑  “千葉支社安全・異常時対応無視の要員削減提案” (PDF).   国鉄千葉動力車労働組合 (1994年5月2日). 2019年5月8日時点のオリジナルよりアーカイブ。2020年7月9日閲覧。
7. 1 2  『Suicaをご利用いただけるエリアが広がります。』（PDF）（プレスリリース）東日本旅客鉄道、2008年12月22日。オリジナルの2019年5月3日時点におけるアーカイブ。2019年7月30日閲覧。
8. ↑  “日刊 動労千葉”. doro-chiba.org. 2019年5月8日閲覧。

### 利用状況
1. ↑  千葉県統計年鑑 - 千葉県
2. ↑  鴨川市統計書 - 鴨川市

JR東日本の2000年度以降の乗車人員
1. 1 2  各駅の乗車人員（2023年度） - JR東日本
2. ↑  各駅の乗車人員（2000年度） - JR東日本
3. ↑  各駅の乗車人員（2001年度） - JR東日本
4. ↑  各駅の乗車人員（2002年度） - JR東日本
5. ↑  各駅の乗車人員（2003年度） - JR東日本
6. ↑  各駅の乗車人員（2004年度） - JR東日本
7. ↑  各駅の乗車人員（2005年度） - JR東日本
8. ↑  各駅の乗車人員（2006年度） - JR東日本
9. ↑  各駅の乗車人員（2007年度） - JR東日本
10. ↑  各駅の乗車人員（2008年度） - JR東日本
11. ↑  各駅の乗車人員（2009年度） - JR東日本
12. ↑  各駅の乗車人員（2010年度） - JR東日本
13. ↑  各駅の乗車人員（2011年度） - JR東日本
14. ↑  各駅の乗車人員（2012年度） - JR東日本
15. ↑  各駅の乗車人員（2013年度） - JR東日本
16. ↑  各駅の乗車人員（2014年度） - JR東日本
17. ↑  各駅の乗車人員（2015年度） - JR東日本
18. ↑  各駅の乗車人員（2016年度） - JR東日本
19. ↑  各駅の乗車人員（2017年度） - JR東日本
20. ↑  各駅の乗車人員（2018年度） - JR東日本
21. ↑  各駅の乗車人員（2019年度） - JR東日本
22. ↑  各駅の乗車人員（2020年度） - JR東日本
23. ↑  各駅の乗車人員（2021年度） - JR東日本
24. ↑  各駅の乗車人員（2022年度） - JR東日本

千葉県統計年鑑
1. ↑  千葉県統計年鑑（平成3年）
2. ↑  千葉県統計年鑑（平成4年）
3. ↑  千葉県統計年鑑（平成5年）
4. ↑  千葉県統計年鑑（平成6年）
5. ↑  千葉県統計年鑑（平成7年）
6. ↑  千葉県統計年鑑（平成8年）
7. ↑  千葉県統計年鑑（平成9年）
8. ↑  千葉県統計年鑑（平成10年）
9. ↑  千葉県統計年鑑（平成11年）
10. ↑  千葉県統計年鑑（平成12年）
11. ↑  千葉県統計年鑑（平成13年）
12. ↑  千葉県統計年鑑（平成14年）
13. ↑  千葉県統計年鑑（平成15年）
14. ↑  千葉県統計年鑑（平成16年）
15. ↑  千葉県統計年鑑（平成17年）
16. ↑  千葉県統計年鑑（平成18年）
17. ↑  千葉県統計年鑑（平成19年）
18. ↑  千葉県統計年鑑（平成20年）
19. ↑  千葉県統計年鑑（平成21年）
20. ↑  千葉県統計年鑑（平成22年）
21. ↑  千葉県統計年鑑（平成23年）
22. ↑  千葉県統計年鑑（平成24年）
23. ↑  千葉県統計年鑑（平成25年）
24. ↑  千葉県統計年鑑（平成26年）
25. ↑  千葉県統計年鑑（平成27年）
26. ↑  千葉県統計年鑑（平成28年）
27. ↑  千葉県統計年鑑（平成29年）
28. ↑  千葉県統計年鑑（平成30年）
29. ↑  千葉県統計年鑑（令和元年）
30. ↑  千葉県統計年鑑（令和2年）